# Les Pennes-Mirabeau
Les Pennes-Mirabeau ist eine französische Gemeinde mit 22.423 Einwohnern (Stand 1. Januar 2022) im Département Bouches-du-Rhône in der Region Provence-Alpes-Côte d’Azur.

## Geografie
Les Pennes-Mirabeau liegt 21 Kilometer südwestlich von Aix-en-Provence und 25 Kilometer nordwestlich von Marseille. Der Flughafen Marseille liegt zehn Kilometer entfernt.
Die Gemeinde besteht neben dem Hauptort aus mehreren Ortsteilen:
- Plan-de-Campagne im Nordosten
- Le Repos im Nordwesten
- Les Cardenaux im Südosten
- Le Plan des Pennes im Südwesten

Les Pennes-Mirabeau grenzt im Nordwesten an Vitrolles, im Nordosten an Cabriès, im Osten an Septèmes-les-Vallons, im Süden an das 15. und 16. Arrondissement der Stadt Marseille. Im Westen grenzt die Gemeinde an Le Rove, Marignane und Saint-Victoret.

## Geschichte
Im dritten Jahrhundert vor Christus kamen die ersten Siedler ins Oppidum Teste-Nègre. Es lag strategisch günstig, was den Einwohnern bei der Verteidigung des Oppidums half. Später zogen die Bewohner ins Oppidum de la Cloche, das sie gegen die Römer zu verteidigen versuchten. Im Jahr 49 v. Chr. wurde es jedoch von Caesars Truppen zerstört.
Im Ort wurden einige Überbleibsel aus der Römerzeit gefunden, wahrscheinlich betrieben die Menschen mit dem benachbarten Massalia Handel. Die römischen Funde deuten auf einen dauerhaften Bestand der römischen Siedlung hin, die weitere Entwicklung des Ortes zwischen dem 5. und 11. Jahrhundert ist jedoch unklar.
Im Mittelalter, nach der Schaffung des Königreichs Provence im Jahr 855, wurde der Ort wieder zu einer Stadt. Außerdem wurde zu dieser Zeit auch die Burg errichtet. Gegen Ende des 10. Jahrhunderts wurde im Ortsteil Plan de Campagne die Abtei Saint Victor gegründet.
Der Ort gehört im Mittelalter verschiedenen Herrschern, er fällt schließlich dem Herren von Les Baux zu. Später fällt die Herrschaft dem Haus der Luxemburger zu.
Im frühen achtzehnten Jahrhundert wurde die Stadt von Katastrophen heimgesucht: Zunächst war sie im Jahr 1709 von einer Hungersnot betroffen, in den Jahren 1720 und 1721 starb mehr als die Hälfte der Bevölkerung an der Pest.
Während der Französischen Revolution beteiligte sich der Ort an der Aktion gegen Lebensmittelknappheit und zu hohe Lebensmittelkosten. Die Burg wurde geplündert.
1907 kommt das elektrische Licht in den Ort. Bis es dort auch fließendes Wasser gibt, dauert es noch: 1932 sind dann auch alle Haushalte mit fließendem Wasser versorgt.
Während der Befreiungskämpfe wurde 1944 der Tunnel, der die Innenstadt mit der heutigen Avenue François Mitterrand verband, zerstört.

### Bevölkerungsentwicklung
| Jahr      | 1962 | 1968   | 1975   | 1982   | 1990   | 1999   | 2008   | 2016   | 2021   |
| Einwohner | 7615 | 10.146 | 14.839 | 15.691 | 18.599 | 19.041 | 20.187 | 21.361 | 22.161 |

## Sehenswürdigkeiten

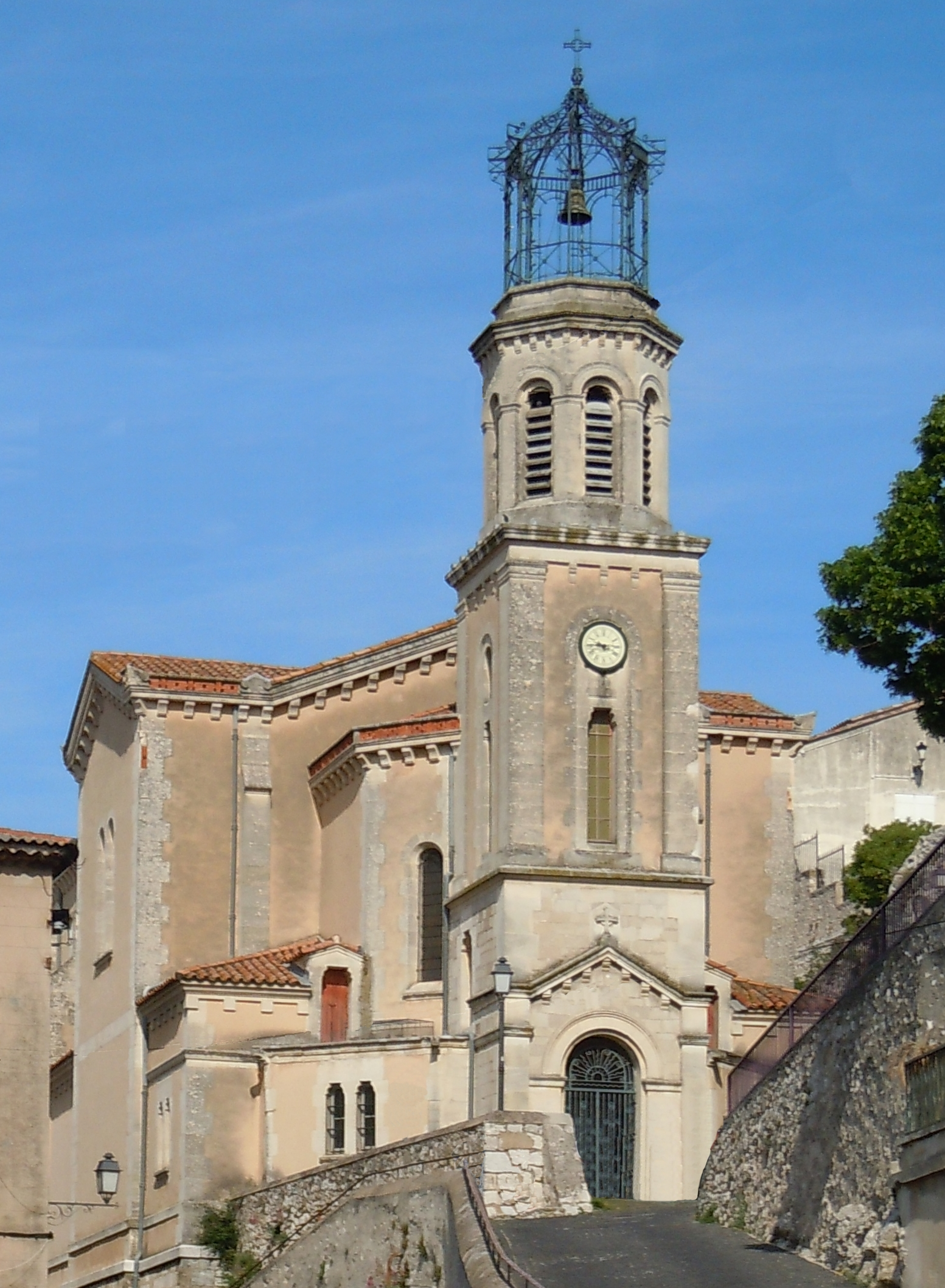
Kirche Saint-Blaise
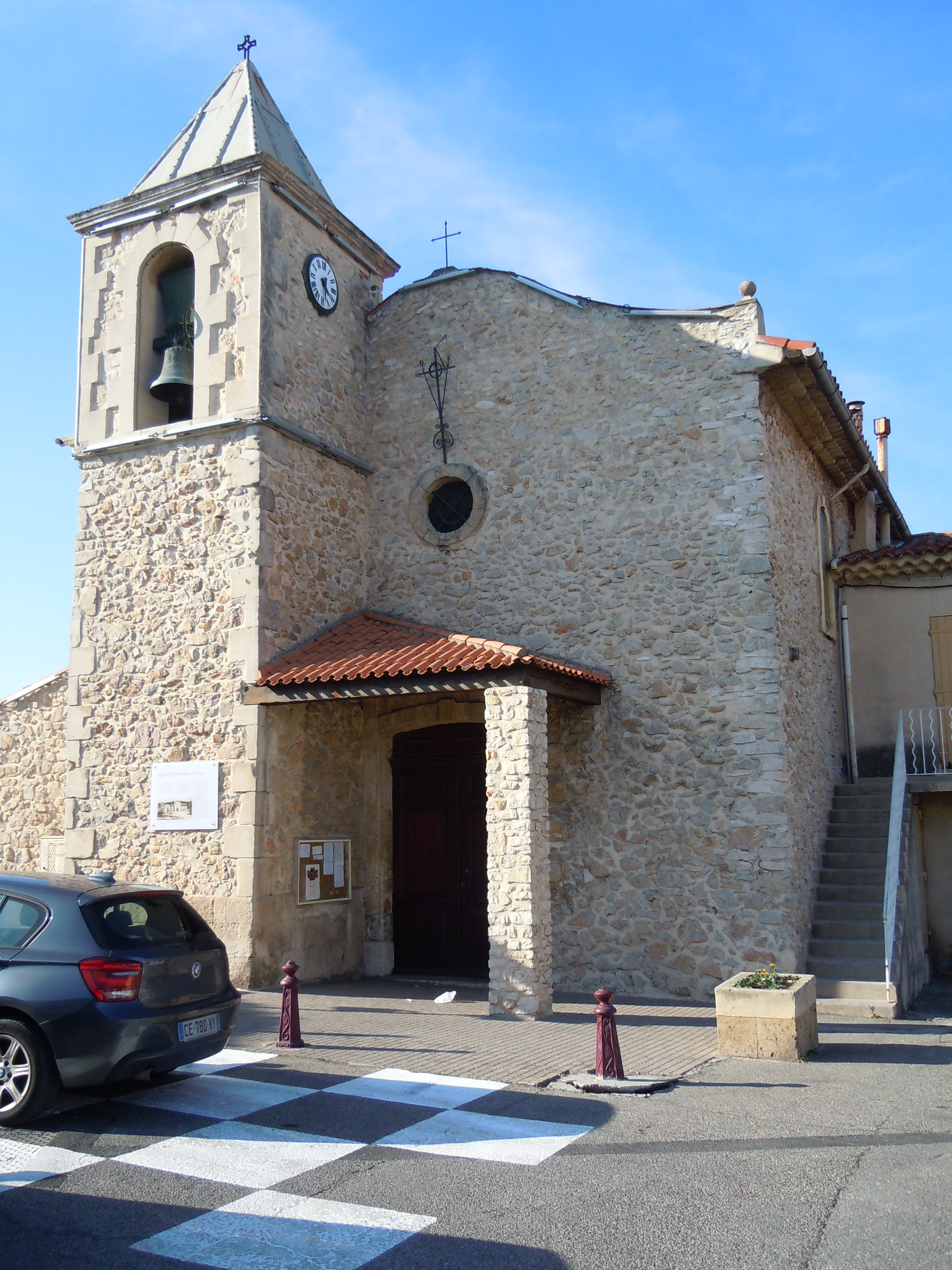
Kirche Saint-Dominique

- Kirche Saint-Blaise
- Kirche Saint-Dominique

## Verkehrsanbindung
Nur rund einen Kilometer vom Ort entfernt befindet sich die Auffahrt zur Autoroute du Soleil. Dort kann man ebenfalls auf die A51 und die A55 auffahren.

## Persönlichkeiten
- Roland Blum (* 1945), Politiker, von 1986 bis 2012 Abgeordneter der Nationalversammlung
- Clara Morgane (* 1981), Sängerin, besitzt ein Haus in Les Pennes-Mirabeau
- Samir Nasri (* 1987), französischer Fußballnationalspieler, spielte in der Jugend hier
- Die Familie von Zinédine Zidane (* 1972) lebt in Les Pennes-Mirabeau

## Städtepartnerschaft
Die Gemeinde pflegt eine Städtepartnerschaft mit dem italienischen Asti.